# 玉井次郎
玉井 次郎（たまい じろう、1959年7月15日 - ）は、日本のノンフィクション作家。

## 経歴
福島県会津若松市生まれ。福島県立若松商業高等学校卒業。
若いころは、劇団に所属しており舞台やCMなどに出演していた。その後は、星野リゾートアルツ磐梯で調理師の仕事をしていたが、株式投資にはまってしまい、財産を失ってしまう。
その後、東日本大震災がきっかけで職も失い、短期のアルバイトをしながら、生計を立てていたが、ある日にスポーツ新聞の求人広告を見つけたことがきっかけで、東京・吉原でソープランドのボーイとして働き始め、その体験談を基に「ソープランドでボーイをしていました」を刊行する。
退職後は、御宿東鳳の調理師として働き始める。
趣味はカラオケ。座右の銘は「種蒔かずして収穫なし」。

## 著書
- ソープランドでボーイをしていました　彩図社　2014年2月　ISBN　9784883929733

## 関連人物
- 久遠まこと